# Antonio Pica
Antonio de la Santísima Trinidad Pica Serrano (Jerez, 24 de febrero de 1931 - El Puerto de Santa María, 26 de abril de 2014) fue un actor cinematográfico español.

## Biografía
Muy pronto se trasladó a San Fernando, Las Palmas, Sevilla, donde se crio, Cádiz y Barcelona. Cumplido el servicio militar marchó a Argelia donde trabajaría once años en una petrolera como submarinista.
En 1961 regresó a España y se instaló en Madrid. Allí, por casualidad mientras tomaba un café, arrancó su carrera como actor cuando el director de los Estudios Moro se fijó en él. A los pocos días de hacerle una prueba debutó en televisión.
Previo a su debut como actor y modelo publicitario, había trabajado en Argelia en una empresa petrolífera. Además fue deportista, destacando en diversas disciplinas, entre ellas el judo y el salto de palanca. Fue su época dorada, en la que hizo moda para El Corte Inglés y grabó anuncios como el de Veterano y el de Iberia, donde un atractivo jinete galopaba sobre un pura sangre blanco.
Entre 1966 y 1969. fue el compañero inseparable de la sugestiva Elena Balduque. En el último periodo de estos anuncios, Pica tuvo de partenaire a la famosa modelo inglesa Jane Shrimpton, traída expresamente de Inglaterra.
Sus facciones y prestancia marcadamente anglosajonas, unidas a sus elegantes maneras y a una fotogenia natural, hicieron de Pica un icono imprescindible para muchas agencias de entonces, trabajo que intercalaba con sus apariciones en producciones cinematográficas, de las que llegó a hacer 70 largometrajes y su profesión de técnico del petróleo en todo el mundo.
Saltó a América y vivió la década de la cinematografía hasta que llegó el declive de las coproducciones: Pica se fue al Mar del Norte y siguió con sus inmersiones, pasando, cada dos o tres meses, largas temporadas en España, y en una de ellas, le llamó Duccio Tessari para un papel con Giuliano Gemma. Rodó en Almería, y al finalizar su vida laboral como submarinista, el periodista José Antonio de las Heras le ayudó a reiniciar su carrera. Trabajó con muchas estrellas del cine en películas españolas y extranjeras.
Una plaza de su ciudad natal lleva su nombre a propuesta de la asociación cultural Cine-Club Popular de Jerez.

## Filmografía
1963
- Llanto por un bandido, de Carlos Saura.
- Tela de araña, de José Luis Monter.

1964
- La caída del Imperio romano, de Anthony Mann.

1965
- Persecución a un espía, de Maurice Labro.
- Cartas boca arriba, de Jesús Franco.

1966
- Lola, espejo oscuro, de Fernando Merino.
- Anónima de asesinos, de Juan de Orduña.
- El hombre que mató a Billy el Niño, de Julio Buchs.
- Comando de asesinos, de Julio Coll.

1967
- Técnica de un espía, de Alberto Leonardi.
- Dos cruces en Danger Pass, de Rafael Romero Marchent.
- Bandidos, de Massimo Dallamano.
- Una bruja sin escoba, de José María Elorrieta.
- Encrucijada para una monja, de Julio Buchs.
- Como robar un quintal de diamantes en Rusia, de Guido Malatesta.
- El rancho de la muerte, de Rafael Romero Marchent.

1968
- Un diablo bajo la almohada, de José María Forqué.
- Dos hombres van a morir, de Rafael Romero Marchent.
- Hombre en la trampa, de Pascual Cervera.
- Las Vegas, 500 millones, de Antonio Isasi.
- Cuidado con las señoras, de Julio Buchs.
- Objetivo Bi-ki-ni, de Mariano Ozores.
- Pagó cara su muerte, de León Klimovsky.
- Satanik, de Piero Vivarelli.
- Mr. Dinamita, mañana os besará la muerte, de Franz Josef Gottlieb.
- Sin aliento, de Fernando Cherchio.
- S.O.S. Invasión, de Silvio Balbuena.

1969
- Hora cero: operación Rommel, de Julio Buchs.
- Manos torpes, de Rafael Romero Marchent.
- No disponible, de Pedro Mario Herrero.
- No importa morir, de León Klimovsky.
- Las trompetas del apocalipsis, de Julio Buchs.
- ¡Viva América!, de Javier Setó.
- El taxi de los conflictos, Mariano Ozores.

1970
- Santo contra los asesinos de la Mafia, de Manuel Bengoa.
- Sin un adiós, de Vicente Escrivá.
- Una señora llamada Andrés, de Julio Buchs.
- Misión secreta en el Caribe, de Enrique Eguiluz.

1971
- La orilla, de Luis Lucía.
- Españolas en París, de Roberto Bodegas.
- El arquero de Sherwood, de Giorgio Ferroni.
- Delirios de grandeza, de Gerard Oury.
- Matar es mi destino, de Pino Mercanti.
- La novicia rebelde, Luis Lucía.

1972
- La rebelión de las muertas, de León Klimovsky.
- Los ojos azules de la muñeca rota, de Carlos Aured.
- Ella, de Tulio Demicheli.
- Viajes con mi tía, de George Cukor.

1973
- El jorobado de la Morgue, de Javier Aguirre.
- Los héroes millonarios, de Duccio Tessari.
- Santo contra el doctor Muerte, de Rafael Romero Marchent.
- Los mil ojos del asesino, de Juan Bosch.
- El último viaje, José Antonio de la Loma.

1974
- Una mujer prohibida, de José Luis Ruiz Marcos.
- Una abuelita de antes de la guerra, de Vicente Escrivá.

1975
- Los locos del oro negro, de Enzo G. Castellari.
- Tres suecas para tres rodríguez, de Pedro Lazaga.

1976
- Nuevas aventuras del Zorro, de Franco Locascio.
- El hombre que desafío la Organización, de Sergio Grieco.

1985
- Tex e il signore degli abissi, de Duccio Tessari.

1996
- Licántropo: el asesino de la luna llena, Francisco Rodríguez Gordillo.

2000
- Un dios selector, F. Borgia. (corto)

2001
- Capo's, de J. Peterson.

2002
- E Viva España (TV belga)

2003
- Gente, de J. J Caballero (corto)
- Campaña de San Valentín, A. Jerez.

2012
- El Cucaracha, de Manuel Ruiz (corto)

## Distinciones
Premio Almería Western Film Festival 2011 en reconocimiento por su trayectoria y su contribución al género del western.
Premio Asecan de Honor (Asociación de Escritores Cinematográficos de Andalucía) en 2012.
Jerez de la Frontera, su ciudad natal, dio su nombre a una plaza.